# Екватор

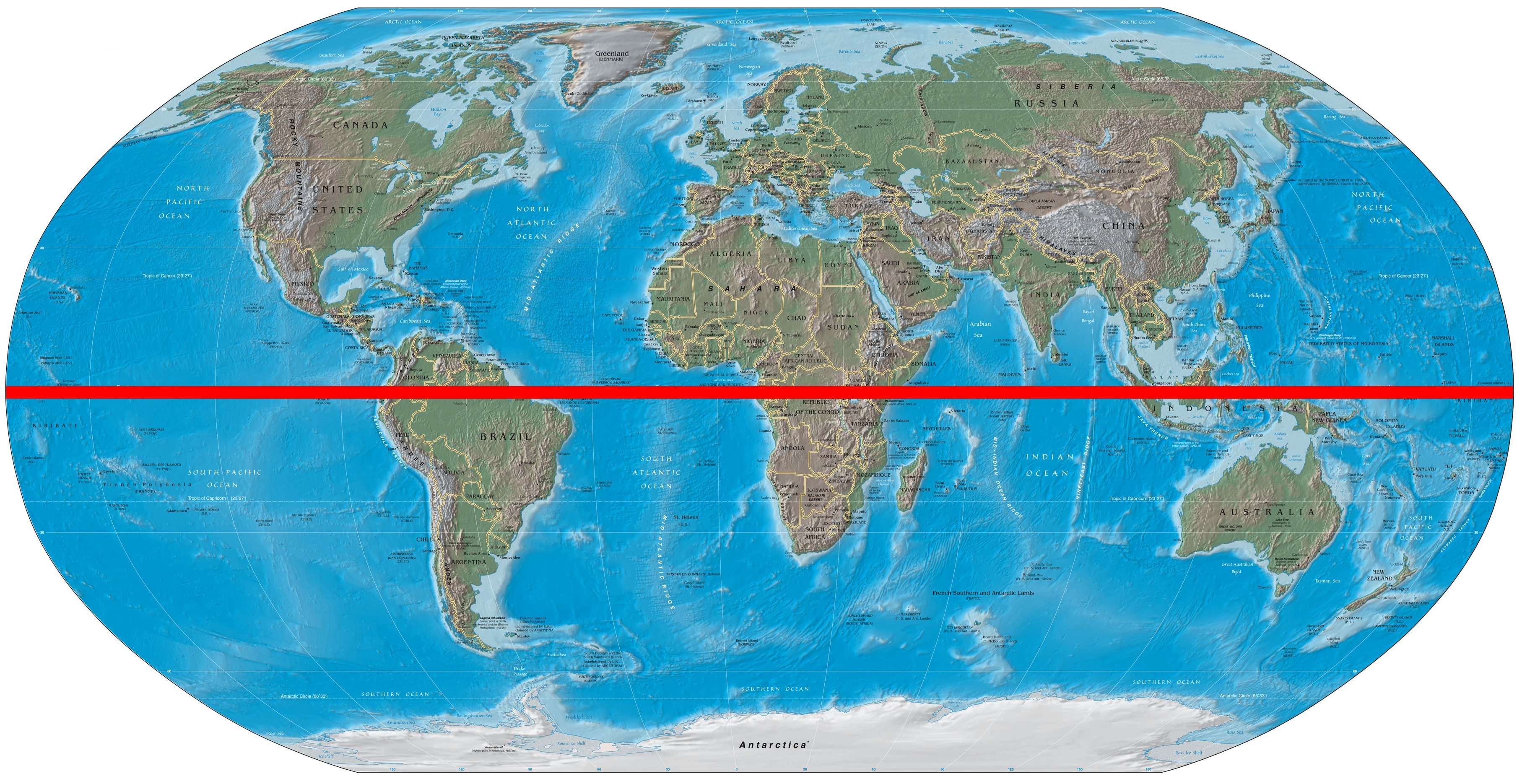
Екватор (позначений червоною лінією)

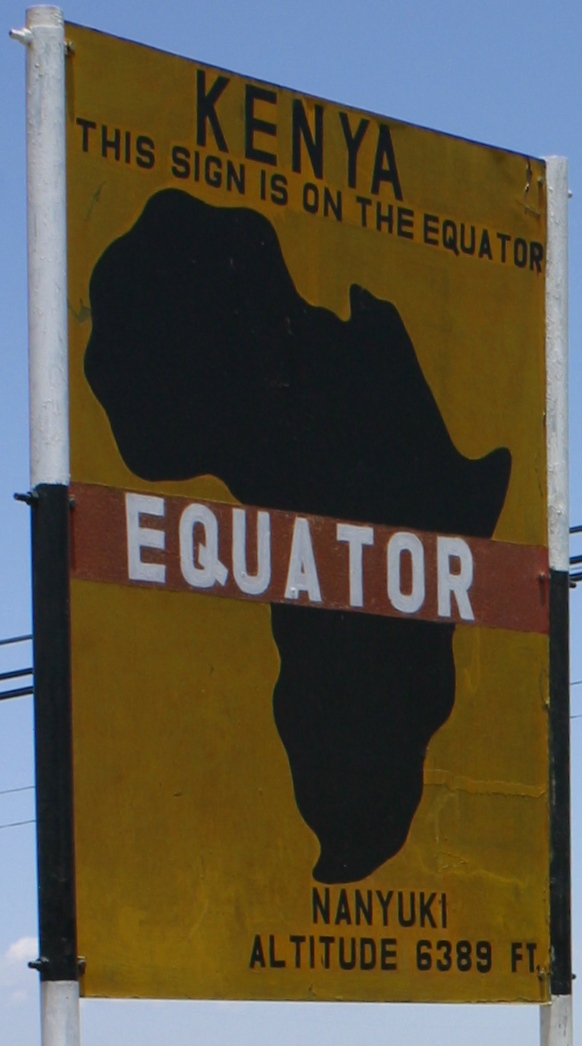
На туристичних маршрутах часто відмічають лінію екватора

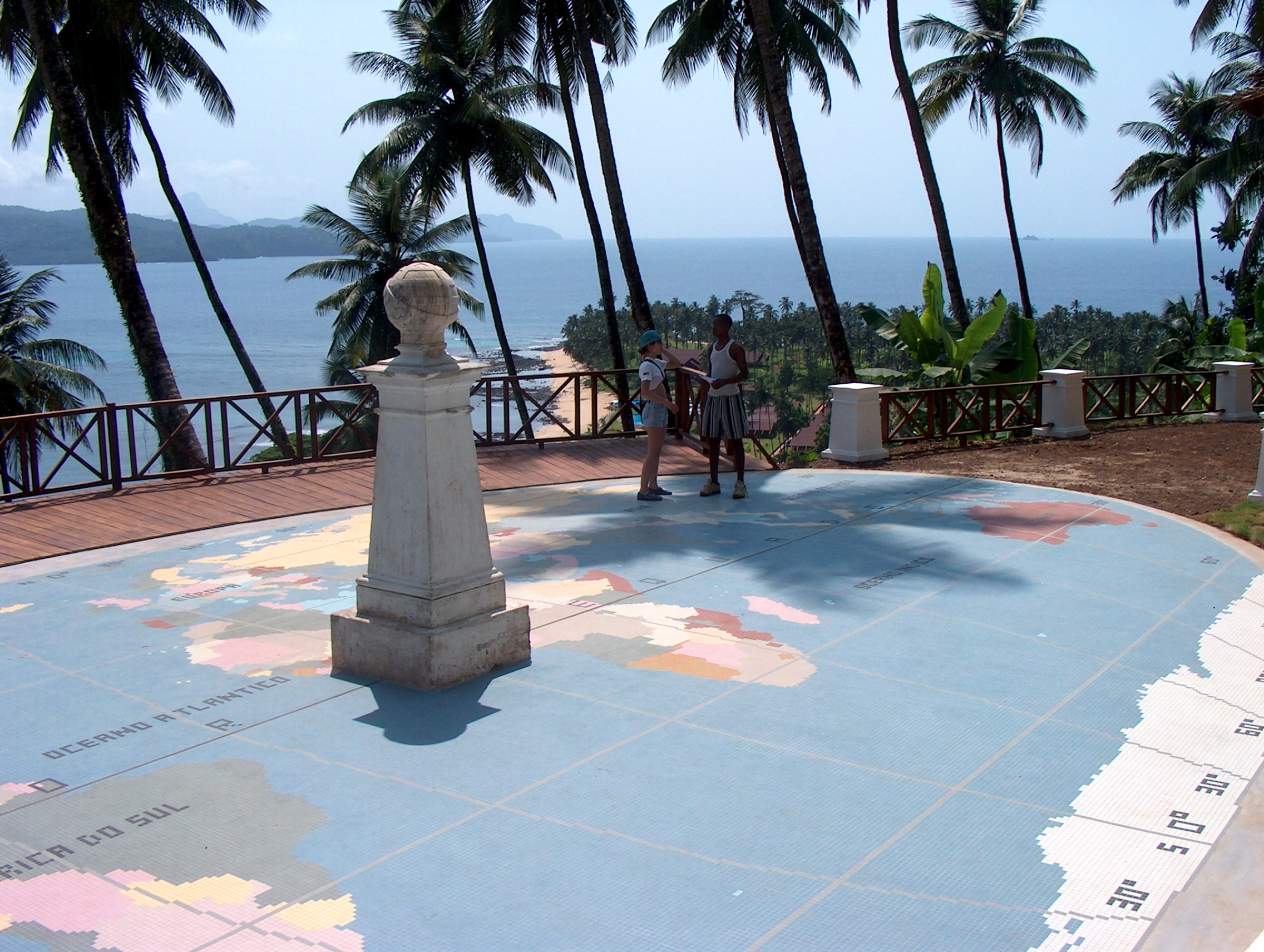
Лінія екватора на острові Ролаш (Сан-Томе і Принсіпі)

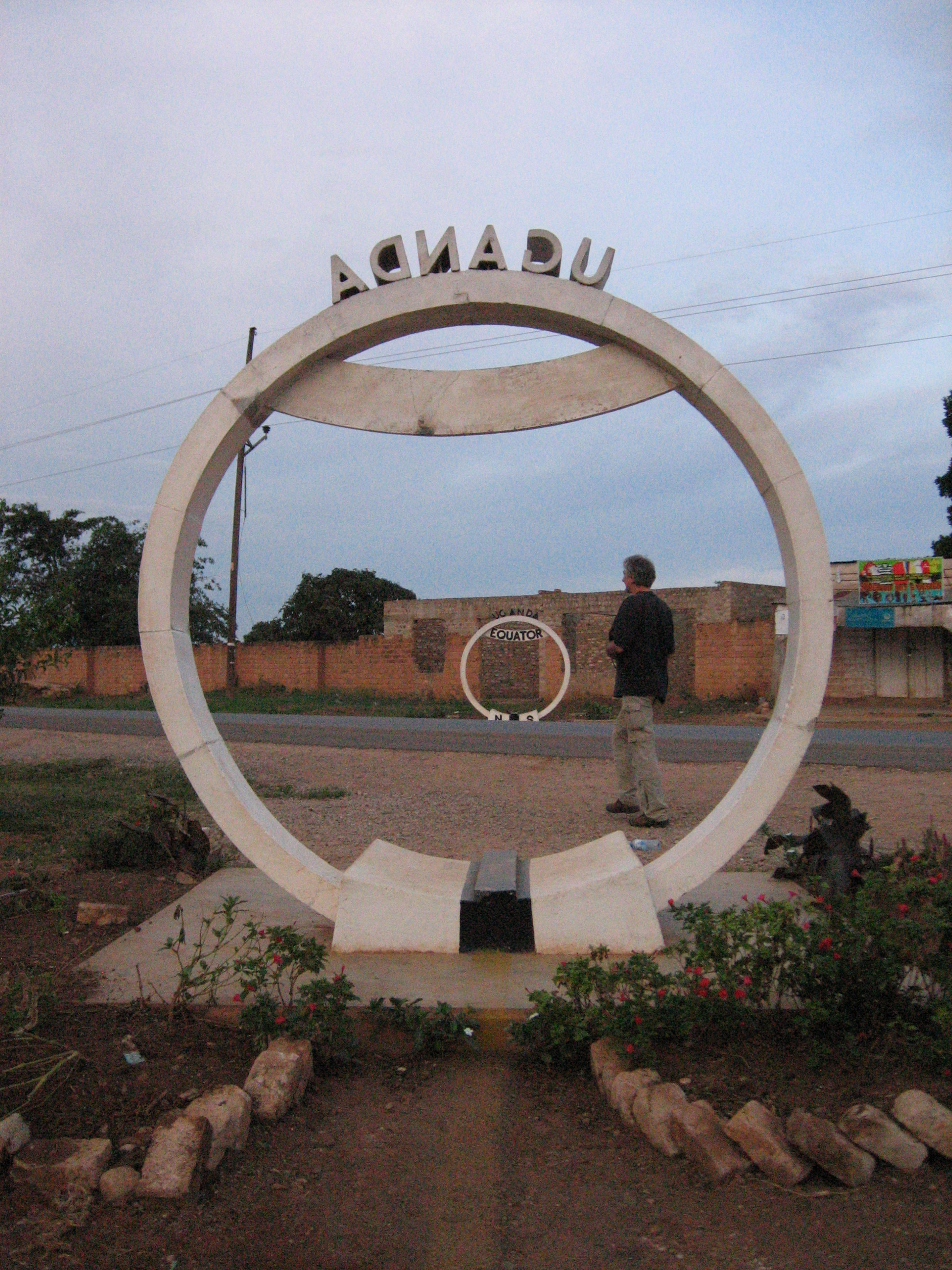
Лінія екватора в Уганді біля міста Масака

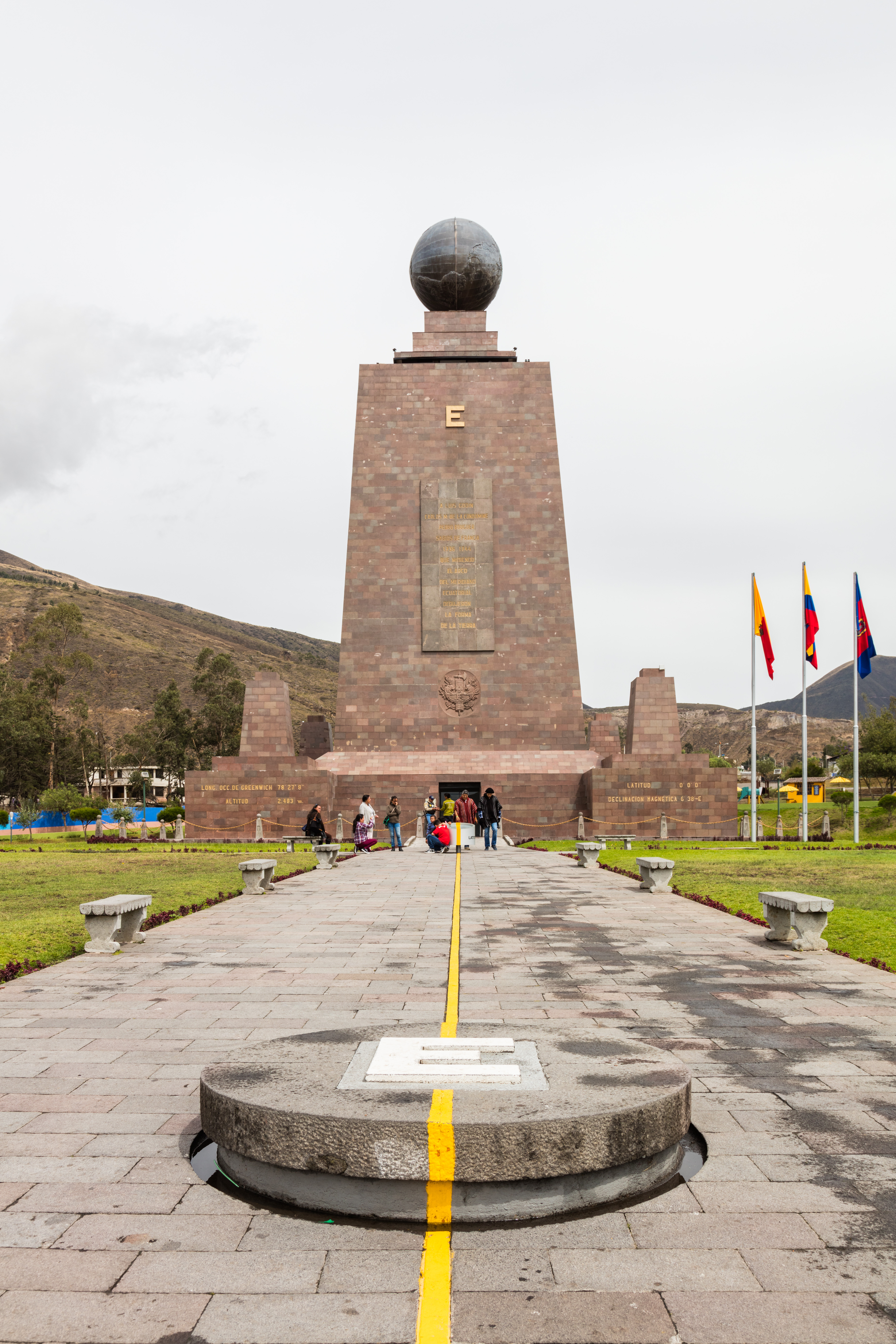
Лінія екватора в Кіто (Еквадор)

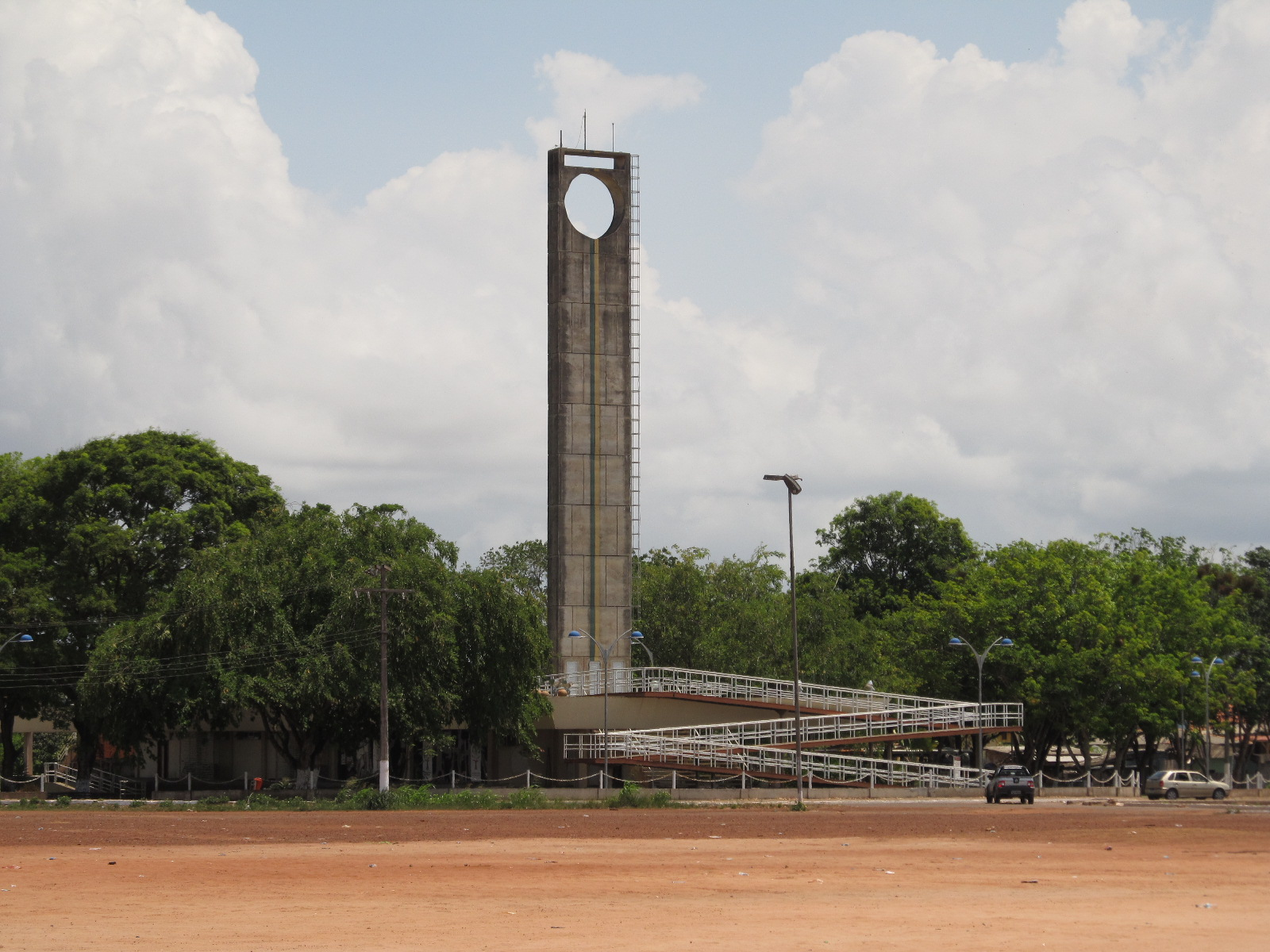
Позначка лінії екватора в місті Макапа (Бразилія)

Еква́тор (також: рівноде́нник, рівник, від лат. aequator (diei et noctis) — «зрівнювач (дня і ночі)»; нім. Äquator) — уявне коло, проведене на поверхні планети (або іншого астрономічного об'єкта) на рівній відстані від обох географічних полюсів. Географічний екватор — лінія перетину земної кулі з площиною, що проходить через центр Землі, перпендикулярно до осі її обертання. Всі точки екватора мають географічну широту 0°. Екватор розділяє планету на північну та південну півкулі. Довжина екватора Землі становить 40 075 696 метрів, з яких 78,8 % припадає на моря, океани, озера і 21,2 % — на сушу.
Сонце під час річного руху відносно Землі перетинає лінію екватора двічі на рік: під час весняного та осіннього рівнодення (в березні та вересні відповідно). В ці дні сонячні промені в полудень падають на екватор перпендикулярно.
Біля екватора майже не спостерігаються сутінки. Перехід від дня до ночі та навпаки триває лише декілька хвилин. Також в цих місцевостях кількість світлих і темних годин на добу майже не змінюється протягом року, на відміну від більш північних чи південних регіонів.

## Розрізняють
Геодезичний екватор — слід від перетину поверхні референц-еліпсоїда площиною, яка проходить через його центр і розташована перпендикулярно до його малої осі.
Небесний екватор — велике коло небесної сфери, яке лежить у площині, перпендикулярній до осі світу.
Геомагнітний екватор — лінія перетину земної поверхні площиною, яка проходить через центр Землі перпендикулярно осі її однорідної намагніченості.
Магнітний екватор — геометричне місце точок на земній поверхні, в яких магнітне схилення дорівнює 0.
Термічний екватор — лінія (ізотерма), що сполучає точки з найвищими на земній поверхні середніми температурами повітря. Він лежить у районі 5° — 10° північної широти.

## Екваторіальні країни та території
| Координати                                                 | Країни, території та моря | Примітки |
| ---------------------------------------------------------- | ------------------------- | --- |
| 0° пн. ш. 0° сх. д. / 0° пн. ш. 0° сх. д.                  | Атлантичний океан         | Гвінейська затока |
| 0°0′ пн. ш. 6°31′ сх. д. / 0.000° пн. ш. 6.517° сх. д.     | Сан-Томе і Принсіпі       | Острів Ролаш |
| 0°0′ пн. ш. 6°31′ сх. д. / 0.000° пн. ш. 6.517° сх. д.     | Атлантичний океан         | Гвінейська затока |
| 0°0′ пн. ш. 9°21′ сх. д. / 0.000° пн. ш. 9.350° сх. д.     | Габон                     | |
| 0°0′ пн. ш. 13°56′ сх. д. / 0.000° пн. ш. 13.933° сх. д.   | Республіка Конго          | |
| 0°0′ пн. ш. 17°46′ сх. д. / 0.000° пн. ш. 17.767° сх. д.   | ДР Конго                  | |
| 0°0′ пн. ш. 29°43′ сх. д. / 0.000° пн. ш. 29.717° сх. д.   | Уганда                    | |
| 0°0′ пн. ш. 32°22′ сх. д. / 0.000° пн. ш. 32.367° сх. д.   | Озеро Вікторія            | Перетинає острови ( Уганда) |
| 0°0′ пн. ш. 34°0′ сх. д. / 0.000° пн. ш. 34.000° сх. д.    | Кенія                     | |
| 0°0′ пн. ш. 41°0′ сх. д. / 0.000° пн. ш. 41.000° сх. д.    | Сомалі                    | |
| 0°0′ пн. ш. 42°53′ сх. д. / 0.000° пн. ш. 42.883° сх. д.   | Індійський океан          | Проходить між атолами Хуваду та Фувамула ( Мальдіви) |
| 0°0′ пн. ш. 98°12′ сх. д. / 0.000° пн. ш. 98.200° сх. д.   | Індонезія                 | Острови Бату, Суматра та Лінгга |
| 0°0′ пн. ш. 104°34′ сх. д. / 0.000° пн. ш. 104.567° сх. д. | Протока Карімата          | |
| 0°0′ пн. ш. 109°9′ сх. д. / 0.000° пн. ш. 109.150° сх. д.  | Індонезія                 | Калімантан |
| 0°0′ пн. ш. 117°30′ сх. д. / 0.000° пн. ш. 117.500° сх. д. | Макасарська протока       | |
| 0°0′ пн. ш. 119°40′ сх. д. / 0.000° пн. ш. 119.667° сх. д. | Індонезія                 | Сулавесі |
| 0°0′ пн. ш. 120°5′ сх. д. / 0.000° пн. ш. 120.083° сх. д.  | Затока Томіні             | |
| 0°0′ пн. ш. 124°0′ сх. д. / 0.000° пн. ш. 124.000° сх. д.  | Молуккське море           | |
| 0°0′ пн. ш. 127°24′ сх. д. / 0.000° пн. ш. 127.400° сх. д. | Індонезія                 | Острови Кайоа та Хальмахера |
| 0°0′ пн. ш. 127°53′ сх. д. / 0.000° пн. ш. 127.883° сх. д. | Море Хальмахера           | |
| 0°0′ пн. ш. 129°20′ сх. д. / 0.000° пн. ш. 129.333° сх. д. | Індонезія                 | Острів Гебе |
| 0°0′ пн. ш. 129°21′ сх. д. / 0.000° пн. ш. 129.350° сх. д. | Тихий океан               | Проходить північною околицею острова Вайгео ( Індонезія) Проходить південною околицею атолу Аранука ( Кірибаті) Проходить південною околицею острова Бейкер ( США) |
| 0°0′ пн. ш. 91°35′ зх. д. / 0.000° пн. ш. 91.583° зх. д.   | Еквадор                   | Острів Ісабела, Галапагоські острови |
| 0°0′ пн. ш. 91°13′ зх. д. / 0.000° пн. ш. 91.217° зх. д.   | Тихий океан               | |
| 0°0′ пн. ш. 80°6′ зх. д. / 0.000° пн. ш. 80.100° зх. д.    | Еквадор                   | Перетинає північну частину Кіто |
| 0°0′ пн. ш. 75°32′ зх. д. / 0.000° пн. ш. 75.533° зх. д.   | Колумбія                  | |
| 0°0′ пн. ш. 70°3′ зх. д. / 0.000° пн. ш. 70.050° зх. д.    | Бразилія                  | Включно з островами у гирлі Амазонки |
| 0°0′ пн. ш. 49°20′ зх. д. / 0.000° пн. ш. 49.333° зх. д.   | Атлантичний океан         | |

## Цікаві факти
- Слово «екватор» присутнє в назвах двох держав — Еквадору й Екваторіальної Гвінеї.
- Серед країн, які перетинає екватор, найбільшу протяжність екваторіальної лінії має Індонезія.
- У дні весняного та осіннього рівнодення Сонце на екваторі знаходиться прямо над головою (в зеніті) і предмети не відкидають тіні.
- Згідно зі старими морськими звичаями на кораблях деяких країн при перетині екватора влаштовується «день Нептуна».